# Polyester (Film)
Polyester ist eine US-amerikanische Satire von John Waters aus dem Jahr 1981. Auf bewusst geschmacklose Weise wird die amerikanische Mittelstandsfamilie aufs Korn genommen. Die Erstaufführung von Polyester fand am 11. Dezember 1981 statt. Die Hauptrollen spielten Divine und Tab Hunter.

## Handlung
Die Hausfrau Francine Fishpaw möchte ein ganz normales Leben in einer ganz normalen Familie in einer ganz normalen Vorstadt von Baltimore führen. Das ist ihr aber nicht vergönnt, denn ihre Familie droht auseinanderzubrechen: Als herauskommt, dass ihr Ehemann Elmer Besitzer eines Pornokinos ist, steht eine wütende Meute von empörten und gottesfürchtigen Mitbürgern vor der Haustür. Auch ihre Kinder machen Francine wenig Freude: Tochter Lu-Lu lässt sich von dem stadtbekannten Rowdy Bo-Bo schwängern und bricht die Schule ab, der Sohn Dexter ist ein Kleberschnüffler und Fußfetischist, der aus Freude regelmäßig Frauen auf die Füße tritt und in den Medien als der berüchtigte "Baltimore-Fußstampfer" gesucht wird. Hinzu kommt Francines verarmte, aber umso snobistischere Mutter LaRue, der sie nie etwas recht machen kann. Trost und Rückhalt findet Francine bei ihrer liebevollen Freundin Cuddles, der ehemaligen Putzfrau des Fishpaws, die durch ein Erbe zu großem Reichtum gelangt ist.
Francine findet heraus, dass ihr Ehemann eine Affäre mit seiner Sekretärin Sandra hat, und reicht die Scheidung ein. Lu-Lu will unterdessen eine Abtreibung an sich vornehmen lassen, während Dexter wegen seiner Attacken auf die Füße von Frauen verhaftet wird. Außerdem versucht Elmer, seine Frau während des Scheidungsprozesses psychologisch mit allen Mitteln zu zerstören. Francine hält den Druck nicht mehr aus und wendet sich dem Alkohol zu, sodass sie sich schließlich bei den Anonymen Alkoholikern Hilfe holen muss. An Halloween überfällt Lu-Lus Freund Bo-Bo das Haus der Fishpaws und verwüstet es, wird aber schließlich von Francines Mutter erschossen. Die inzwischen wegen ihrer Schwangerschaft in einem Kloster untergebrachte Lu-Lu entdeckt die Leiche ihres Freundes und will sich umbringen, kann aber von Francine abgehalten werden. Der Familienhund Bonkers begeht dagegen Suizid mit einem Strick.
Langsam wendet sich Francines Leben wieder dem Guten zu, als Dexter geläutert aus dem Gefängnis entlassen wird und Lu-Lu zu einem friedfertigen Hippie wird. Francine erhält durch die Scheidung ein Vermögen von Elmer und schafft es auch endlich, sich gegen die Schikanen ihrer Mutter zu wehren. Schließlich begegnet Francine dem charmanten Playboy Todd Tomorrow, den Betreiber eines intellektuellen Autokinos, der ihr auch einen Heiratsantrag macht.
Eines Nachts kommt es zu dramatischen Wendungen: Elmer und Sandra brechen in das Haus ein und wollen Francine umbringen, um nicht das Scheidungsgeld bezahlen zu müssen, werden aber von Dexter und Lu-Lu auf bizarre Weise getötet. Francine findet unterdessen heraus, dass ihre Mutter in Wirklichkeit die Liebhaberin von Todd ist: beide wollen die Hausfrau in den Wahnsinn treiben und ihr Scheidungsgeld abkassieren. Als Cuddles und Heintz, ihr deutscher Chauffeur und Verlobter, vor dem Haus der Fishpaws auftauchen, überfahren sie versehentlich Todd und Francines Mutter. Francine und ihre Kinder können endlich glücklich in den normalen Vorstadtalltag zurückkehren.

## Synchronisation
| Rolle            | Darsteller      | Synchronsprecher   |
| ---------------- | --------------- | ------------------ |
| Todd Tomorrow    | Tab Hunter      | Berno von Cramm    |
| Elmer Fishpaw    | David Samson    | Herbert Weicker    |
| Dexter Fishpaw   | Ken King        | Hans-Georg Panczak |
| Sandra Sullivan  | Mink Stole      | Marion Hartmann    |
| LaRue, Mutter    | Joni Ruth White | Alice Treff        |
| Chauffeur Heintz | Hans Kramm      | Thomas Reiner      |

## Hintergrund
Das Budget der Produktion lag bei 300.000 Dollar und Waters konnte erstmals auf 35mm drehen, nachdem seine vorhergehenden Projekte allesamt auf 16 mm aufgenommen worden waren. Von den Gesamtkosten übernahm der Regisseur selbst 50.000 Dollar, von denen er nach eigenen Angaben 30.000 Dollar bei einem Mann erpresste, der ihn als 14-jährigen mehrmals sexuell belästigt hatte, der Rest kam von New Line und Michael White, einem der Produzenten der Rocky Horror Picture Show.

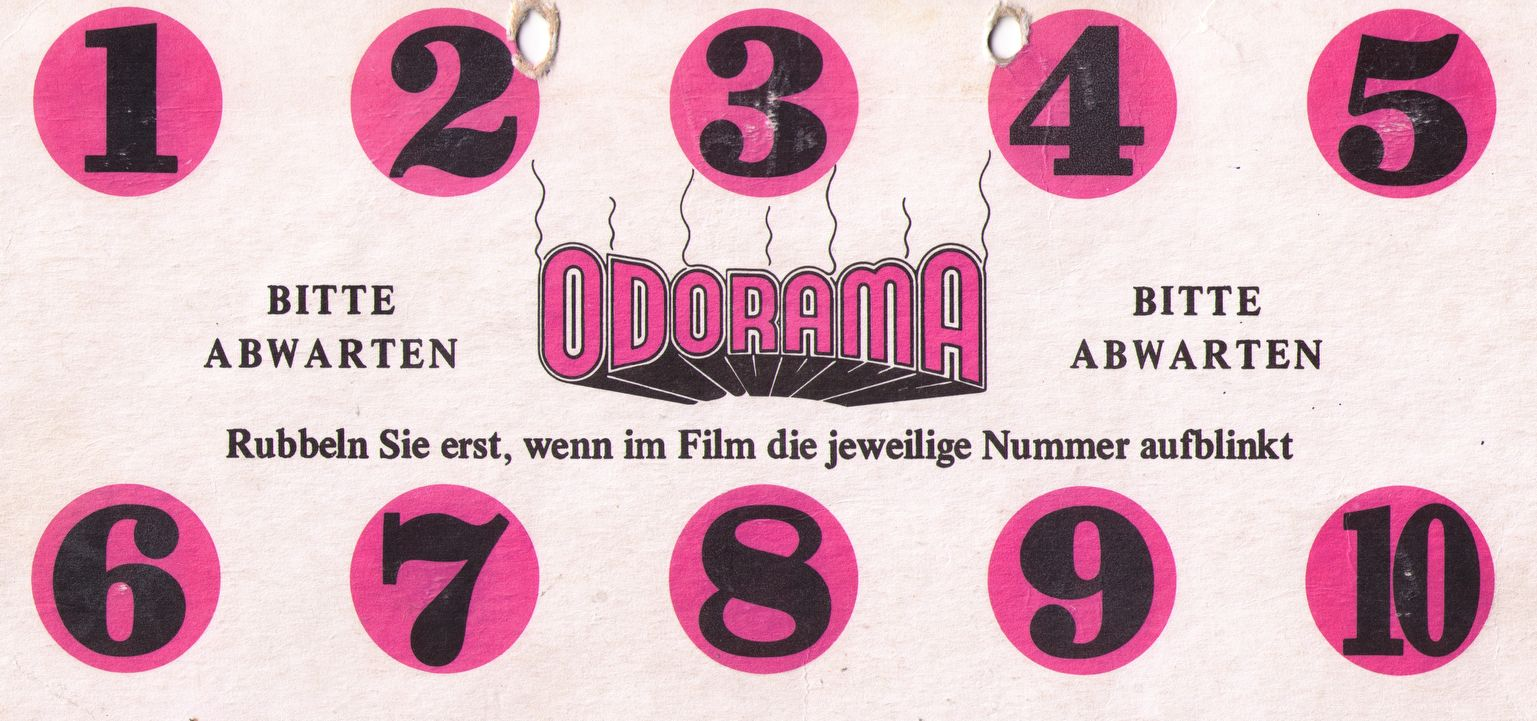
Odorama-Geruchskarte zum Film "Polyester"

Polyester ist einer der wenigen Filme, die im Odorama-Verfahren (Geruchskino) gezeigt wurden.
Die Kinobesucher erhielten Rubbelkarten, die bei Benutzung den zur Szene passenden Geruch verströmen. Die Gerüche beinhalteten: 1. Rosen, 2. Flatulenz, 3. Klebstoff, 4. Pizza, 5. Benzin, 6. Stinktier, 7. Gas, 8. Neuer PKW (innen), 9. Schmutzige Schuhe, 10. Lufterfrischer. 1999 und 2011 wurden diese Geruchskarten, für Aufführungen des Films auf verschiedenen Filmfestivals, neu aufgelegt. Spy Kids – Alle Zeit der Welt war einer von wenigen Filmen, die dieses Konzept (mit sogenannten Aroma-Scope-Karten) wieder aufgriffen.
Die Idee, einen "Geruchsfilm" zu drehen, kam Waters nach eigener Aussage nach der Lektüre einer Filmbesprechung. Der damalige Kritiker der New York Post, Archer Winsten, hatte Zuschauern empfohlen, die "Straßenseite zu wechseln und sich die Nase zuzuhalten", sollten sie den Namen von Waters auf einem Aushang sehen. "Ich war sofort inspiriert, einen Film zu drehen, der tatsächlich stank", so Waters in seinen Memoiren, und das, obwohl ihm klar gewesen sei, dass keiner der wenigen vorherigen "Aroma"-Filme ein Erfolg gewesen war. In einer Zeit, in der Videotheken dem Kino immer mehr Konkurrenz machten, sei ihm jedoch klar gewesen, dass Filme einen "Gimmick" brauchten, um Besucher ins Filmtheater zu locken. Mit Hilfe der New Line-Managerin Sara Risher fand Waters einen Hersteller für die Geruchskarten, der sogar eine "Duft-Bibliothek" anbieten konnte, nämlich 3M, die Minnesota Mining and Manufacturing Company. Jahre nach dem Filmstart regte sich Waters darüber auf, dass der ursprüngliche Filmverleih New Line vergessen hatte, die Rechte an den "Odorama"-Karten zu erneuern, woraufhin eine andere Firma das Konzept kopierte und zwar in Zusammenarbeit mit der Schnellimbisskette Burger King.
Waters parodiert in dem Film das provinzielle Amerika der 1950er-Jahre, wie es in der seinerzeit sehr erfolgreichen Radio- und Fernseh-Sitcom Father Knows Best dargestellt wurde und wollte nach eigener Aussage gleichzeitig ein satirisches Denkmal für die Melodramen des Regisseurs Douglas Sirk setzen. In dessen Filmen ging es oft um die Probleme von Frauen mittleren Alters in der Gesellschaft, bebildert mit expressiven, grellen Farben.
Gedreht wurde in einem angemieteten Haus, an der Sackgasse einer tristen Vorstadtgegend von Baltimore gelegen. Die Nachbarschaft soll über den Lärm der Generatoren ebenso aufgebracht gewesen sein wie über die Anwesenheit eines "Punk-Rockers" wie Stiv Bators, erinnert sich Waters. Der Darsteller des "Fußtramplers" Dexter, Ken King, der aus Boston stammte und bis dahin noch nie geschauspielert hatte und auch nicht scharf darauf gewesen sein soll, wurde demnach unmittelbar vor Drehstart in einer Punk-Bar in New York City förmlich "gekidnappt". Spätestens beim Anblick des Poppers-Drogen schnüffelnden, manisch schreienden King seien die Zaungäste in Panik ausgebrochen. Zu den weiteren Anekdoten, die Waters im Zusammenhang mit den Dreharbeiten in Erinnerung hat, gehört die Unfallszene, die an einem Sonntag aufgenommen wurde. Vorbeikommende Geistliche sollen ihren Gottesdienstbesuchern später tatsächlich empfohlen haben, für die Opfer zu beten.
Hollywoodstar Tab Hunter wurde mit dem Versprechen gelockt, dass er nur eine Woche zur Verfügung stehen musste, alle anderen Szenen würden "um ihn herum gedreht". Waters mutmaßt, dass die höchste, bis dahin jemals von ihm einem Schauspieler angebotene Gage für Hunter umgekehrt die niedrigste war, für die er jemals gearbeitet hatte. Obendrein war Waters froh, dass Hunter seinen Skandal-Film Pink Flamingos nicht gesehen hatte.
Das Titellied Polyster wurde von Tab Hunter gesungen und von den Blondie-Mitgliedern Chris Stein und Debbie Harry geschrieben. Das im Film vorkommende Lied The Best Thing wird von Bill Murray gesungen.

## Kritiken
Bei Rotten Tomatoes besitzt Polyester, basierend auf 19 Kritiken, eine positive Wertung von 89 %. Der Filmdienst schrieb, Waters mache „die amerikanische Mittelstandsfamilie zum Objekt einer bizarren, absurden und bewußt geschmacklosen Satire, die stellenweise die Nerven des Publikums arg strapaziert.“ Janet Maslin in der New York Times schrieb, dass dieser Film von Waters weniger grotesk und nicht nur für Mitternachtsvorstellungen geeignet sei, und nannte ihn „hip und stilisiert“.